# Treasure County
Treasure County is een county in de Amerikaanse staat Montana.
De county heeft een landoppervlakte van 2.535 km² en telt 861 inwoners (volkstelling 2000). De hoofdplaats is Hysham.